# Fred Lundin
Fredrik "Fred" Lundin, född 18 maj 1868, död 20 augusti 1947, var den svenskamerikan som bakom kulisserna styrde i Chicago i början på 1900-talet, innan den mer kända maffiabossen Al Capone tog över makten 1922.
Fred Lundin satt även med i USA:s kongress mellan 1909 och 1911.
Fred Lundin emigrerade med sin familj från byn Västra Tollstad i Östergötland till USA 1880. Hans politiska karriär inleddes 1893 efter att två poliser såg ut att gå ostraffade efter att i berusat tillstånd ha slagit ihjäl en ung svensk man. Fred Lundin fick då Chigacos många svenskamerikaner att protestera, och lyckades få de båda polismännen dömda till fängelse.
Därefter fortsatte han att bygga upp sin politiska makt, och vid slutet av 1800-talet kontrollerade han så pass många röster i Chicago att han blev en maktfaktor att räkna med. I utbyte mot att hans anhängare röstade som han sa till dem ordnade Fred jobb till dem, främst inom den kommunala sektorn. Dessutom skulle de efter att de blivit anställda betala en viss del av sin lön till Abraham Lincoln-förbundet, en organisation som styrdes av Fred. Förutom dessa inkomster gjorde Fred sig en förmögenhet på att sälja enbärsdricka, vilken han kallade för Juniper Ale.
När en annan av Chicagos bossar, William Lorimer åkte fast för korruption 1912 fick Fred Lundin dennes anhängare att sluta sig till honom istället. Nu var hans organisation så mäktigt att han kunde få sin marionett William Hale Thompson (som senare även agerade bulvan på borgmästarposten åt Al Capone) vald till borgmästare 1915.
1922 ställdes Fred Lundin inför rätta för att ha förskingrat skattepengar. Även om han frikändes blev detta början på slutet av hans karriär som politisk boss. Snart därefter vände borgmästare Thompson honom ryggen och Fred Lundin valde att dra sig tillbaka från politiken.